# Monts Rokkō
Pour les articles homonymes, voir Rokkō.
Les monts Rokkō (六甲山, Rokkō-san) sont un massif montagneux du Japon situé au sud-est de la préfecture de Hyōgo dans la région du Kansai.
Aucune montagne ne porte le nom Rokkō, bien que le sommet le plus élevé des monts soit appelé Rokkōsan-Saikōhō (六甲山最高峰) (littéralement le « pic le plus haut des monts Rokkō). Il culmine à 931 m d'altitude. Cette chaîne montagneuse court approximativement sur 56 km d'est en ouest du parc Sumaura Kōen à l'ouest de Kobe à Takarazuka. Elle comprend les monts Maya, Kabuto, Iwahara, Nagamine et Iwakura.
De nos jours, les monts Rokkō constituent une destination touristique et de randonnées populaires pour les habitants de la région du Kansai. Ils sont un symbole à la fois de Kobe et d'Osaka.

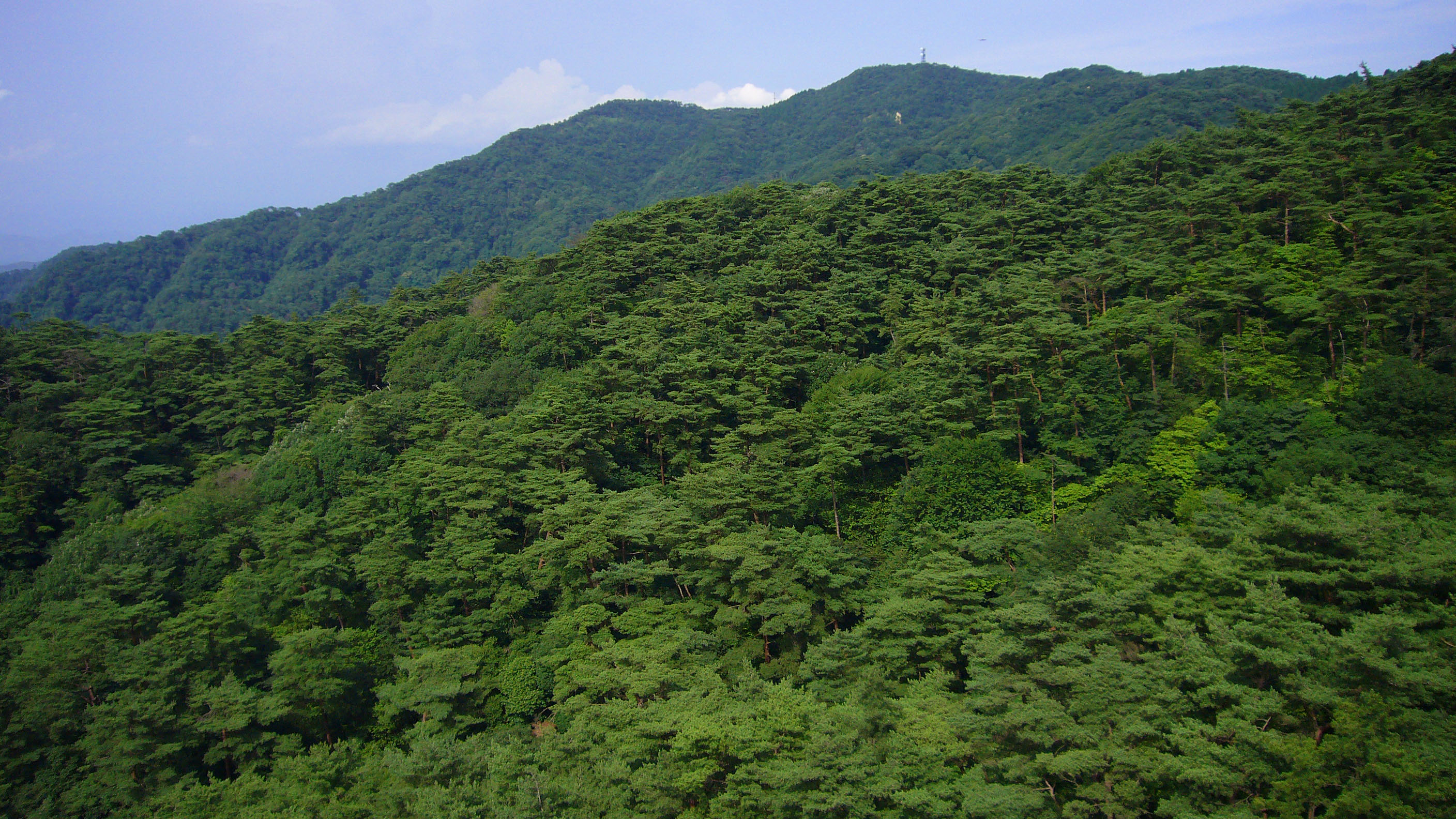
Vue du point culminant.